# Grupo amenable
En matemáticas, un grupo amenable es un grupo topológico localmente compacto {\displaystyle G} que lleva a cabo un tipo de operación de promediado en funciones acotadas el cual es invariante bajo traslación de elementos del grupo. La definición original, en términos de una medida (o media) finitamente aditiva sobre subconjuntos de {\displaystyle G}, fue introducida por John von Neumann en 1929 bajo el nombre alemán "messbar" ("medible" en inglés, aunque hoy en día los matemáticos alemanes usan el término "Mittelbare Gruppe ") en respuesta a la paradoja de Banach-Tarski . En 1949 Mahlon M. Day introdujo la traducción inglesa "amenable", aparentemente como un juego de palabras con " mean ".
El paso crítico en la construcción de la paradoja de Banach-Tarski es encontrar dentro del grupo de rotación SO(3) un subgrupo libre con dos generadores. Los grupos amenables no pueden contener a tales grupos y no permiten este tipo de construcción paradójica.
La amenabilidad tiene muchas definiciones equivalentes. En el campo del análisis, la definición es en términos de funcionales lineales . Una forma intuitiva de entender esta versión es que el soporte de la representación regular es todo el espacio de representaciones irreducibles .
En la teoría de grupos discretos, donde {\displaystyle G} tiene la topología discreta, se utiliza una definición más simple. En este contexto, un grupo es amenable si se puede decir qué proporción de {\displaystyle G} ocupa un subconjunto determinado. Por ejemplo, cualquier subgrupo del grupo de los números enteros {\displaystyle (\mathbb {Z} ,+)} es generado por algún entero {\displaystyle p\geq 0} . Si {\displaystyle p=0} entonces el subgrupo ocupa proporción 0. De lo contrario, ocupa {\displaystyle 1/p} de todo el grupo. Aunque tanto el grupo como el subgrupo tienen infinitos elementos, existe un sentido de proporción bien definido.

## Definición de Amenabilidad para grupos localmente compactos
Sea {\displaystyle G} un grupo de Hausdorff localmente compacto . Entonces es bien sabido que posee una medida de anillo no trivial, invariante en la traslación a la izquierda (o derecha) y única a escala: la medida de Haar . (Esta es una medida regular de Borel cuando G es contable en segundos ; las medidas de Haar izquierda y derecha coinciden cuando G es compacto). Consideremos el espacio de Banach L ∞ ( G ) de funciones mensurables esencialmente acotadas dentro de este espacio de medida (que es claramente independiente de la escala de la medida de Haar).
Definición 1. Se dice que una funcional lineal {\displaystyle \Lambda \in {\text{Hom}}\left(L^{\infty }(G),\mathbb {R} \right)}  es una media si {\displaystyle \Lambda } tiene norma 1 y es no negativa, es decir, {\displaystyle f\geq 0} en casi todas partes implica {\displaystyle \Lambda (f)\geq 0}.
Definición 2. Se dice que una media {\displaystyle \Lambda \in {\text{Hom}}\left(L^{\infty }(G),\mathbb {R} \right)} es invariante por la izquierda (respectivamente invariante por la derecha ) si {\displaystyle \Lambda (g\cdot f)=\Lambda (f)} para todo {\displaystyle g\in G}, y {\displaystyle f\in L^{\infty }(G)} con respecto a la acción de desplazamiento por la izquierda (respectivamente por la derecha) de {\displaystyle (g\cdot f)(x)=f(g^{-1}\cdot x)} (respectivamente {\displaystyle (f\cdot g)(x)=f(x\cdot g^{-1})}).
Definición 3. Un grupo de Hausdorff localmente compacto se denomina amenable si admite una media invariante por la izquierda (o por la derecha).
Al identificar {\displaystyle {\text{Hom}}\left(L^{\infty }(G),\mathbb {R} \right)} con el espacio de medidas de Borel finitamente aditivas que son absolutamente continuas con respecto a la medida de Haar en {\displaystyle G} (un espacio b a ), la terminología se vuelve más natural: una media en {\displaystyle {\text{Hom}}\left(L^{\infty }(G),\mathbb {R} \right)} induce una medida de Borel finitamente aditiva e invariante por la izquierda en {\displaystyle G} que le da a todo el grupo un peso de 1.

### Ejemplo
Como ejemplo de grupos compactos, consideremos el grupo circular. La gráfica de una función típica {\displaystyle f\geq 0} parece una curva irregular sobre un círculo, que se puede realizar arrancando el extremo de un tubo de papel. Luego, la función lineal promediaría la curva cortando un poco de papel de un lugar y pegándolo en otro lugar, creando nuevamente una parte superior plana. Esta es la media invariante, es decir, el valor promedio {\displaystyle \Lambda (f)=\int _{\mathbb {R} /\mathbb {Z} }f\ d\lambda } dónde {\displaystyle \lambda } es una medida de Lebesgue.
La invariancia por la izquierda significaría que girar el tubo no cambia la altura de la parte superior plana en el extremo, es decir, sólo importa la forma del tubo. Combinado con linealidad, positividad y norma-1, esto es suficiente para demostrar que la media invariante que hemos construido es única.
Como ejemplo de grupos localmente compactos, considere el grupo de números enteros bajo la operación suma. Una función acotada {\displaystyle f} es simplemente una función acotada de tipo {\displaystyle f:\mathbb {Z} \to \mathbb {R} }, y su media es el promedio móvil {\displaystyle \lim _{n}{\frac {1}{2n+1}}\sum _{k=-n}^{n}f(k)} .

## Condiciones equivalentes de amenabilidad
Pier (1984) contiene una gran cantidad de condiciones sobre un grupo localmente compacto segundo contable {\displaystyle G} que son equivalentes a la definición de Amenabilidad:
- Existencia de un promedio invariante a izquierda (o derecha) en L∞(G). La definición original, que depende del axioma de elección.
- Existencia de estados invariantes a izquierda. Existe un estado invariante a izquierda en toda C*-subálgebra unitaria separable e invariante a izquierda de las funciones continuas acotadas sobre G.

## Ejemplos
- Los grupos finitos son amenables. Utilizando la medida de conteo con la topología discreta. En términos más generales, los grupos compactos son amenables. La medida de Haar es una media invariante (única si consideramos medida total 1).
- El grupo de los números enteros es amenable (una secuencia de intervalos de longitud que tiende al infinito es una secuencia de Følner). La existencia de una medida de probabilidad finitamente aditiva e invariante a la traslación en el grupo Z también se desprende fácilmente del teorema de Hahn-Banach de esta manera. Sea S el operador de traslación en el espacio de secuencia ℓ ∞ ( Z ), que está definido por ( Sx ) i = x i +1 para todo x ∈ ℓ ∞ ( Z ), y sea u ∈ ℓ ∞ ( Z ) sea la secuencia constante u i = 1 para todos yo ∈ Z . Cualquier elemento y ∈ Y :=rango( S − I ) tiene una distancia mayor o igual a 1 desde u (de lo contrario y i = x i+1 - x i sería positivo y estaría acotado desde cero, por lo que x i no podría estar acotado). Esto implica que existe una forma lineal de norma uno bien definida en el subespacio R u + Y tomando tu + y a t . Por el teorema de Hahn-Banach, este último admite una extensión lineal de norma uno en ℓ ∞ ( Z ), que es por construcción una medida de probabilidad finitamente aditiva e invariante al desplazamiento en Z.
- Si cada clase de conjugación en un grupo localmente compacto tiene clausura compacta, entonces el grupo es amenables. Ejemplos de grupos con esta propiedad incluyen grupos compactos, grupos abelianos localmente compactos y grupos discretos con clases de conjugación finitas . [2]
- Por la propiedad de límite directo anterior, un grupo es amenables si todos sus subgrupos finitamente generados lo son. Es decir, los grupos localmente amenables son amenables.
  - Por el teorema fundamental de los grupos abelianos finitamente generados, se deduce que los grupos abelianos son amenables.
- De la propiedad de extensión anterior se deduce que un grupo es dócil si tiene un subgrupo amenable de índice finito. Es decir, los grupos virtualmente amenables son amenables.
- Además, se deduce que todos los grupos resolubles son susceptibles.